# Distritos da Áustria
A Áustria é dividida em 79 distritos políticos (Politische Bezirke), e 15 cidades estatutárias (Statutarstädte) que formam os seus próprios distritos (possuem estatuto de distrito).

## Função
O Bezirk austríaco é aproximadamente equivalente ao Landkreis na Alemanha e Condado nos Estados Unidos. A sede administrativa de um distrito, o Bezirkshauptmannschaft é chefiada pelo Bezirkshauptmann / Bezirkshauptfrau. Os distritos são encarregados da administração de todos os assuntos de direito administrativo federal e estadual, e sujeitos a ordens de instâncias superiores, normalmente o Landeshauptmann / Landeshauptfrau (governador/a) em assuntos de legislação federal e os Landesregierung (governo estadual), em assuntos de legislação estadual. Assim, o distrito é a unidade básica da administração geral na Áustria.
Os funcionários no nível distrital não são eleitos, mas nomeados pelo governo estadual. Existem também cidades independentes na Áustria. Elas são chamadas de Statutarstadt no direito administrativo austríaco. Essas cidades não são parte de qualquer distrito, e a administração da cidade abrange todas as questões que normalmente uma administração distrital cuidaria.
Normalmente, uma cidade independente é sede de uma administração distrital, responsável pela área ao redor da respectiva cidade. Por exemplo, Innsbruck é uma cidade independente rodeada pelo distrito "Innsbruck-Land", cuja sede da administração distrital está localizada na cidade de Innsbruck.
Viena, que é simultaneamente um estado e uma Statutarstadt, é também subdivida em 23 distritos, que são divisões utilizadas para a administração local pelo governo municipal.
Para mais informações sobre a administração austríaca, ver Estados da Áustria.

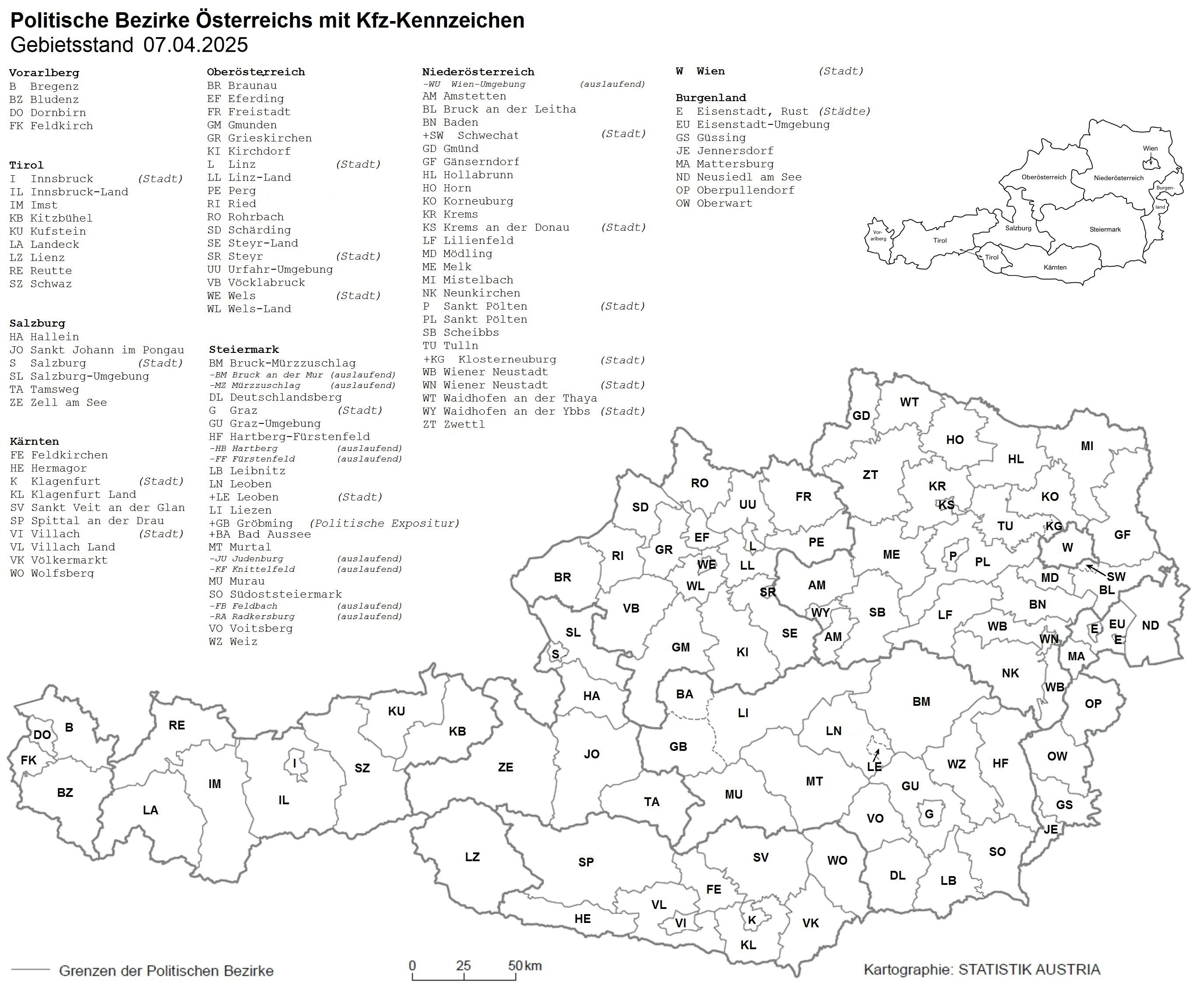
Mapa da Áustria subdividido em 79 distritos. Em vermelho as 15 cidade estatutária (Statutarstadt)

## Lista de distritos políticos
| Distrito político      | Código de registo de veículo | Sede administrativa                      | Estado        |
| ---------------------- | ---------------------------- | ---------------------------------------- | ------------- |
| Amstetten              | AM                           | Amstetten                                | Baixa Áustria |
| Baden                  | BN                           | Baden                                    | Alta Áustria  |
| Bludenz                | BZ                           | Bludenz                                  | Vorarlberg    |
| Braunau                | BR                           | Braunau am Inn                           | Alta Áustria  |
| Bregenz                | B                            | Bregenz                                  | Vorarlberg    |
| Bruck an der Leitha    | BL, SW                       | Bruck an der Leitha                      | Baixa Áustria |
| Bruck-Mürzzuschlag     | BM                           | Bruck an der Mur                         | Estíria       |
| Deutschlandsberg       | DL                           | Deutschlandsberg                         | Estíria       |
| Dornbirn               | DO                           | Dornbirn                                 | Vorarlberg    |
| Eferding               | EF                           | Grieskirchen (comunidade administrativa) | Alta Áustria  |
| Eisenstadt-Umgebung    | EU                           | Eisenstadt                               | Burgenland    |
| Feldkirch              | FK                           | Feldkirch                                | Vorarlberg    |
| Feldkirchen            | FE                           | Feldkirchen in Kärnten                   | Caríntia      |
| Freistadt              | FR                           | Freistadt                                | Alta Áustria  |
| Gänserndorf            | GF                           | Gänserndorf                              | Baixa Áustria |
| Gmünd                  | GD                           | Gmünd                                    | Baixa Áustria |
| Gmunden                | GM                           | Gmunden                                  | Alta Áustria  |
| Graz-Umgebung          | GU                           | Graz                                     | Estíria       |
| Grieskirchen           | GR                           | Grieskirchen                             | Alta Áustria  |
| Güssing                | GS                           | Güssing                                  | Burgenland    |
| Hallein                | HA                           | Hallein                                  | Salzburgo     |
| Hartberg-Fürstenfeld   | HF                           | Hartberg                                 | Estíria       |
| Hermagor               | HE                           | Hermagor-Pressegger See                  | Caríntia      |
| Hollabrunn             | HL                           | Hollabrunn                               | Baixa Áustria |
| Horn                   | HO                           | Horn                                     | Baixa Áustria |
| Imst                   | IM                           | Imst                                     | Tirol         |
| Innsbruck-Land         | IL                           | Innsbruck                                | Tirol         |
| Jennersdorf            | JE                           | Jennersdorf                              | Burgenland    |
| Kirchdorf              | KI                           | Kirchdorf an der Krems                   | Alta Áustria  |
| Kitzbühel              | KB                           | Kitzbühel                                | Tirol         |
| Klagenfurt-Land        | KL                           | Klagenfurt                               | Caríntia      |
| Korneuburg             | KO                           | Korneuburg                               | Baixa Áustria |
| Krems                  | KR                           | Krems an der Donau                       | Baixa Áustria |
| Kufstein               | KU                           | Kufstein                                 | Tirol         |
| Landeck                | LA                           | Landeck                                  | Tirol         |
| Leibnitz               | LB                           | Leibnitz                                 | Estíria       |
| Leoben                 | LE, LN                       | Leoben                                   | Estíria       |
| Lienz                  | LZ                           | Lienz                                    | Tirol         |
| Liezen                 | LI, GB                       | Liezen                                   | Styria        |
| Lilienfeld             | LF                           | Lilienfeld                               | Baixa Áustria |
| Linz-Land              | LL                           | Linz                                     | Alta Áustria  |
| Mattersburg            | MA                           | Mattersburg                              | Burgenland    |
| Melk                   | ME                           | Melk                                     | Baixa Áustria |
| Mistelbach             | MI                           | Mistelbach                               | Baixa Áustria |
| Mödling                | MD                           | Mödling                                  | Baixa Áustria |
| Murau                  | MU                           | Murau                                    | Estíria       |
| Murtal                 | MT                           | Judenburg                                | Estíria       |
| Neunkirchen            | NK                           | Neunkirchen                              | Baixa Áustria |
| Neusiedl am See        | ND                           | Neusiedl am See                          | Burgenland    |
| Oberpullendorf         | OP                           | Oberpullendorf                           | Burgenland    |
| Oberwart               | OW                           | Oberwart                                 | Burgenland    |
| Perg                   | PE                           | Perg                                     | Alta Áustria  |
| Reutte                 | RE                           | Reutte                                   | Tirol         |
| Ried                   | RI                           | Ried im Innkreis                         | Alta Áustria  |
| Rohrbach               | RO                           | Rohrbach-Berg                            | Alta Áustria  |
| Salzburg-Umgebung      | SL                           | Seekirchen am Wallersee                  | Salzburgo     |
| Sankt Johann im Pongau | JO                           | Sankt Johann im Pongau                   | Salzburgo     |
| Sankt Pölten (Land)    | PL                           | Sankt Pölten                             | Baixa Áustria |
| Sankt Veit an der Glan | SV                           | Sankt Veit an der Glan                   | Caríntia      |
| Schärding              | SD                           | Schärding                                | Alta Áustria  |
| Scheibbs               | SB                           | Scheibbs                                 | Baixa Áustria |
| Schwaz                 | SZ                           | Schwaz                                   | Tirol         |
| Spittal an der Drau    | SP                           | Spittal an der Drau                      | Caríntia      |
| Steyr-Land             | SE                           | Steyr                                    | Alta Áustria  |
| Südoststeiermark       | SO                           | Feldbach                                 | Estíria       |
| Tamsweg                | TA                           | Tamsweg                                  | Salzburgo     |
| Tulln                  | TU, KG                       | Tulln an der Donau                       | Baixa Áustria |
| Urfahr-Umgebung        | UU                           | Linz                                     | Alta Áustria  |
| Villach-Land           | VL                           | Villach                                  | Caríntia      |
| Vöcklabruck            | VB                           | Vöcklabruck                              | Alta Áustria  |
| Voitsberg              | VO                           | Voitsberg                                | Estíria       |
| Völkermarkt            | VK                           | Völkermarkt                              | Caríntia      |
| Waidhofen an der Thaya | WT                           | Waidhofen an der Thaya                   | Baixa Áustria |
| Weiz                   | WZ                           | Weiz                                     | Estíria       |
| Wels-Land              | WL                           | Wels                                     | Alta Áustria  |
| Wiener Neustadt (Land) | WB                           | Wiener Neustadt                          | Baixa Áustria |
| Wolfsberg              | WO                           | Wolfsberg                                | Caríntia      |
| Zell am See            | ZE                           | Zell am See                              | Salzburgo     |
| Zwettl                 | ZT                           | Zwettl-Niederösterreich                  | Baixa Áustria |

## Lista de cidades estatutárias (Statutarstädte)
| Cidade                   | Código de registo de veículo | Estado        |
| ------------------------ | ---------------------------- | ------------- |
| Eisenstadt               | E                            | Burgenland    |
| Graz                     | G                            | Estíria       |
| Innsbruck                | I                            | Tirol         |
| Klagenfurt am Wörthersee | K                            | Caríntia      |
| Krems an der Donau       | KS                           | Baixa Áustria |
| Linz                     | L                            | Alta Áustria  |
| Rust                     | E                            | Burgenland    |
| Salzburgo                | S                            | Salzburgo     |
| Sankt Pölten             | P                            | Baixa Áustria |
| Steyr                    | SR                           | Alta Áustria  |
| Villach                  | VI                           | Caríntia      |
| Waidhofen an der Ybbs    | WY                           | Baixa Áustria |
| Wels                     | WE                           | Alta Áustria  |
| Wien (Viena)             | W                            | Wien (Viena)  |
| Wiener Neustadt          | WN                           | Baixa Áustria |